# Département de Curacó
Le département de Curacó est une des 22 subdivisions de la province de La Pampa, en Argentine. Son chef-lieu est la ville de Puelches.
Le département a une superficie de 13 125 km2. Sa population était de 886 habitants, selon le recensement de 2001 (source : INDEC).

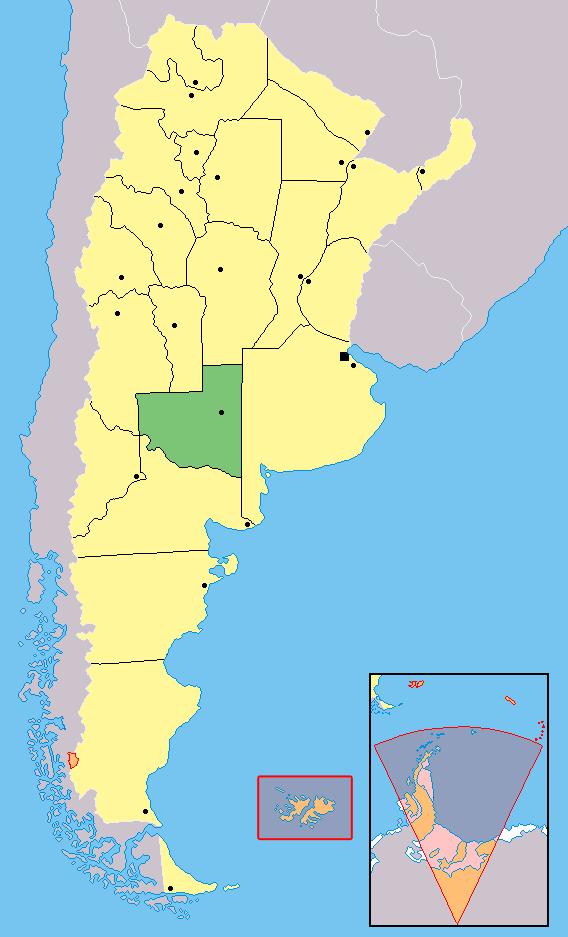
Localisation de la province de La Pampa en Argentine.